# The Devil's Night
La Noche del Diablo es una novela publicada el 1 de febrero del año 2001 por la editorial Penguin Publishing Group (empresa hermana de Berkley Books) y escrita por David Jacobs. La novela es una secuela directa del libro The Devil's Brood y es el último de la trilogía de la serie literaria "The Devil's Trilogy", parte del Universo cinematográfico de los Monstruos Clásicos de Universal.

## Argumento
La novela inicia inmediatamente después del final de The Devil's Brood, con el fantasma de Wilford Glendon siendo acosado por la condesa Mayra Zaleska para que pueda darle el secreto del proyector de rayos lunares y así revivir a la Novia del Monstruo, después de obtener las instrucciones de poder construir el proyector, Mayra se lleva a su culto y a un prisionero Glendon III a Visaria. Argumentando que en Europa del Este los monstruos son algo cotidiano y Visaría es el lugar perfecto para revivir a la Novia del Monstruo, pero sobre todo planea usar al Hombre Lobo de Glendon III como un dócil sirviente.
Inmediatamente Glendon III sufre la transformación de la bestia delante de los seguidores del culto de Mayra y ella ordena a sus subordinados científicos a experimentar con él, obligando a la bestia a atacar a un cautivo secuestrado, pero Glendon III es consciente de que puede manipular a la bestia interna, tratando de escapar y matando algunos de los guardias de Mayra en el proceso. El Hombre Lobo toma a la condesa para secuestrarla, pero la vampiresa toma la forma de un murciélago antropomórfico y se va del lugar. Al día siguiente, ya de nuevo en su forma humana, Glendon III es prisionero de Mayra, para llevárselo a él y a la Novia del Monstruo a Visaria.
Mientras tanto, durante la mañana en la Isla Morgana. Un grupo de los miembros del culto satánico liderados por Jax Breen que fueron ordenados para recuperar los cadáveres del Conde Drácula y del Monstruo de Frankenstein que estaban debajo de los escombros del Castillo de la Isla, obligando a los nativos a colocar una cruz cristiana encima del féretro donde colocaron el cadáver de un Drácula que ha recuperado su forma original y al Monstruo de Frankenstein que se le ha vertido plastigoma líquida para poder contenerlo. Después de eso, Jax encuentra a Dorian Lodge y un zombificado Steve Soto que intentaban escapar de la isla, pero Jax los secuestra para llevarlos a Visaria junto a los dos monstruos. Sin embargo, tras el traslado en el avión, Breen instala focos de luces ultravioleta de alta potencia en todo el avión en caso de que el Conde se libere, lo que no saben es que el Conde se ha liberado, derritiendo la cruz con sus poderes y matando a los miembros del culto satánico en el avión tras su llegada a Visaria, y el Monstruo aprovechando la plastigoma derretida para poder liberarse.
Con sus poderes completos, el Conde Drácula se transforma en un murciélago y recorre las modernas calles de Visaria, mientras un reanimado Monstruo de Frankenstein lo sigue. Mayra esta lista para encender el Proyector de luz lunar hacia el cadáver de la Novia del Monstruo, pero recibe la visita de su padre: el Conde Drácula, donde tienen una breve conversación con la Condesa, revelando su plan de juntar al Monstruo y la Novia para crear una raza de super esclavos, compartiendo también su gusto por la sangre y la violencia. En ese instante, reciben la inesperada llegada del Monstruo de Frankenstein, quien aun recuerda a la Monstruo Femenina e intenta acercarse a ella, pero esta lo rechaza, Glendon III (quien esta en escena) explica que "los opuestos se atraen y como ambos monstruos fueron creados por la misma carga no pueden atraerse", por lo tanto el Monstruo logra acercarse lo suficiente a la Novia y así generar una peligrosa descarga eléctrica que logra derribar el proyector de luz lunar.
Glendon III sufre la transformación de la bestia y aprovecha esto para saltar hacia el dispositivo y comienza a redirigir el rayo hacia los monstruos del lugar, matando a Drácula y Marya que trataban de escapar bajo la forma de murciélagos y al zombificado Steve Soto. Dándole un final explosivo a la trilogía al estilo de las películas de los Monstruos Clásicos de Universal.

## Personajes
- Condesa Mayra Zaleska: La hija de Drácula y protagonista de la historia, con su plan original de que el Monstruo y la Novia puedan reproducirse y crear una raza de super esclavos.
- Wilford Glendon III: Un prestigioso científico que recién ha descubierto que está maldito al ser descendiente directo de un hombre lobo, la diferencia es que él tiene un control total de la bestia por la razón de que no está marcado por el símbolo de la bestia.
- Jax Breen: El líder guerrillero del culto satánico dirigido por Mayra, él está encargado de llevar los cadáveres de Drácula y el Monstruo de Frankenstein a Visaria.
- Dorian Lodge: La hija de Basil, quien se había enamorado de Steve Soto y ahora trataran de escapar de la Isla Morgana.

## Recepción
Al igual que los libros de la trilogía, la venta y disponibilidad de este volumen fue sumamente limitada, a lo que hoy en día se desconoce cuantos ejemplares se imprimieron y lo complicado en conseguirlo en cualquier tienda de libros dentro de Estados Unidos. A diferencia de las anteriores novelas de la saga, esta es considerada la más corta y la más acelerada argumentativamente, teniendo críticas mixtas a negativas, ya que una de las reseñas indica: "Esta novela pasa la mayor parte de su tiempo enfocada en pocos personajes desagradables que son horribles, con monstruos vagamente en el escenario. Ni siquiera los llamaría protagonistas porque hacen muy poco además de deambular por ahí. El lector se encontrará hojeando página tras página esperando que los monstruos subieran al escenario cuando solo lo harán durante un breve momento."
Algunos señalaron el cambio repentino de la esencia original de los personajes "que parecen haber cambiado por completo sin ninguna explicación y situaciones que al parecer tuvieron lugar en la novela anterior pero nunca se mostró ni se narró" pero sobre todo, el error del escritor en referirse al Monstruo incorrectamente como "Frankenstein".
Por otro lado también tuvo críticas positivas por parte de los fanáticos de las películas como "una excusa para reunir a los monstruos para que puedan reunirse en un solo lugar y luchar, con una buena construcción de suspenso a medida que los tres monstruos se juntan gradualmente conforme avanza la historia."